# Cieśnina Davisa
Cieśnina Davisa (ang. Davis Strait, fr. Détroit de Davis, gren. Ikersuaq Davis, duń. Davis Stræde) – cieśnina oddzielająca Grenlandię od Ziemi Baffina. Znajduje się na południowy wschód od Morza Baffina i na północny zachód od Morza Labradorskiego, na wysokości półwyspu Cumberland. Wiedzie przez nią droga morska łącząca Ocean Atlantycki ze Spokojnym zwana Przejściem Północno-Zachodnim.
Otrzymała nazwę na cześć żeglarza i odkrywcy Johna Davisa.